# Émilienne Moreau-Évrard
Pour les articles homonymes, voir Moreau et Évrard.
Émilienne Moreau, ou Émilienne Moreau-Évrard, dite Émilienne la Blonde alias Jeanne Poirier, née à Wingles dans le Pas-de-Calais le 4 juin 1898 et morte à Lens le 5 janvier 1971, est une institutrice, militante socialiste et résistante française, compagnon de la Libération.

## Biographie

### Enfance
Émilienne Moreau est issue d'une famille de mineurs. Deuxième d'une famille de quatre enfants, elle a un frère ainé, Henry, qui sera tué à la guerre, une sœur cadette, Marguerite, suivie d'un jeune frère prénommé Léonard. La famille déménage au gré des promotions successives de son père dans les mines de la région, et s'installe à Lens vers 1899, puis à quatre kilomètres de là vers 1908.
À la fin du mois de juin 1914, son père obtient sa retraite à l'âge de 50 ans, après 38 ans de travail dans les mines. La famille s'installe à Loos-en-Gohelle, dans une maison haute située sur la place de la République. Son père devient gérant d'une épicerie-mercerie-bonneterie,.

### Première Guerre mondiale

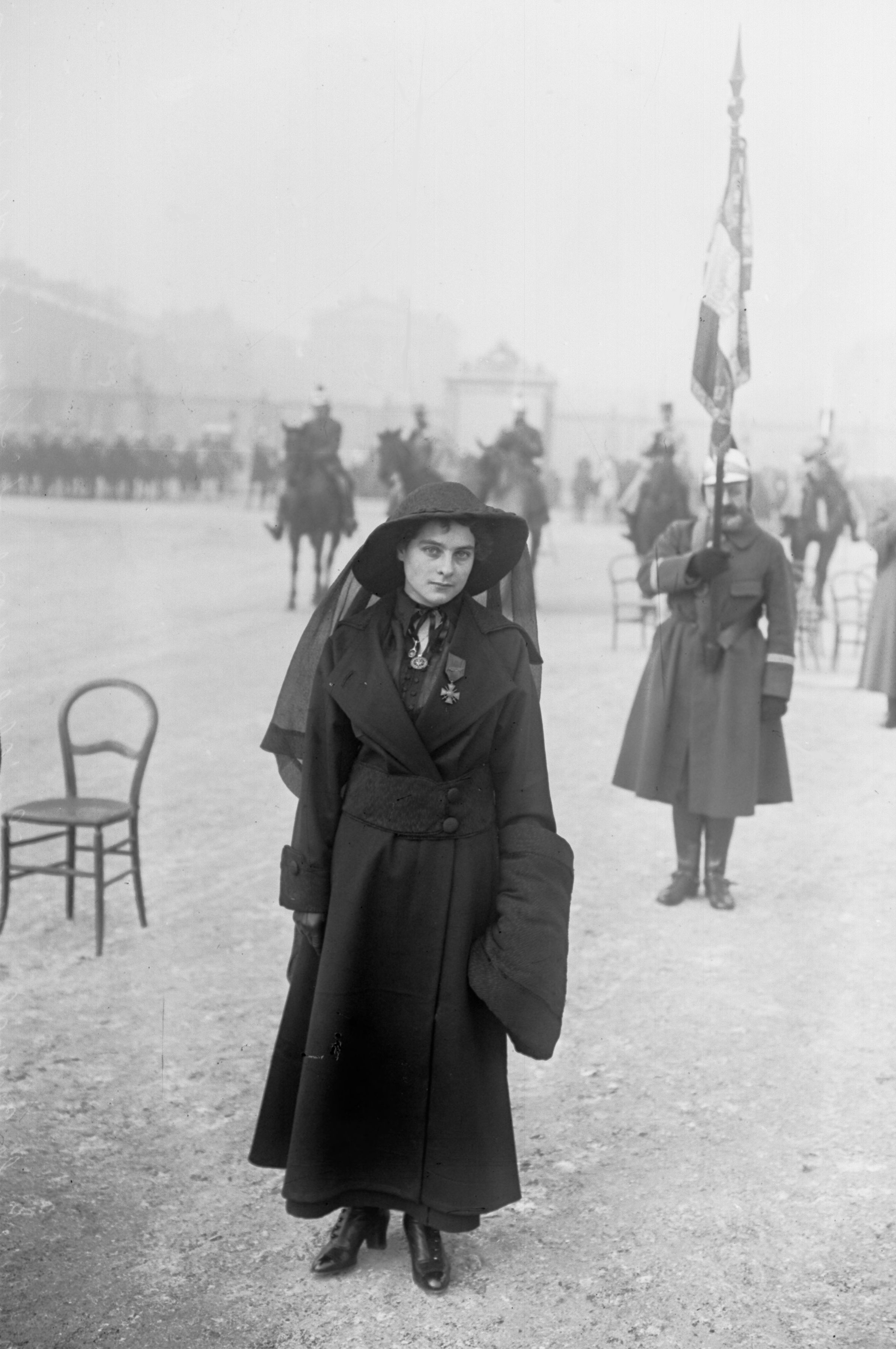
Émilienne Moreau décorée de la croix de guerre à Versailles, le 27 novembre 1915.

Le frère aîné d'Émilienne est affecté au 8e régiment d'infanterie de ligne stationné à Saint-Omer. Au début de la Grande Guerre, le 1er août 1914, il est mobilisé et engagé au combat à Dinant. Le 15 septembre, il est envoyé sur le front de l'Est.
Les Allemands occupent la ville de Loos-en-Gohelle lorsque son père meurt en décembre 1914. La jeune fille fabrique son cercueil avec son frère et le conduit au cimetière sur une brouette. Le 25 septembre 1915, les troupes britanniques lancent une attaque pour reprendre la ville : c'est la bataille de Loos. Émilienne va à leur rencontre et leur donne des informations sur les positions ennemies, leur permettant de les prendre à revers. Dans sa maison, elle met en place un poste médical et participe même aux combats, abattant quatre soldats allemands. Elle devient, à 17 ans, l'héroïne de Loos et elle est citée à l'ordre de l'armée par le général Foch. Le général britannique Douglas Haig écrit pour la féliciter. Elle est reçue par le président de la République, Raymond Poincaré, puis à Londres par le roi George V. En novembre 1915, elle est décorée de la croix de guerre à Versailles.
On utilise alors son image pour entretenir le moral de la population et des troupes. Le Petit Parisien fait paraître son histoire sous forme de feuilleton dans son supplément Le Miroir. Un pastel peint par Carrier-Belleuse fait partie d’un ensemble de portraits qui ont servi à réaliser le Panthéon de la Guerre, commencé en octobre 1914 sous la direction de P. Carrier-Belleuse et A. Gorguet.

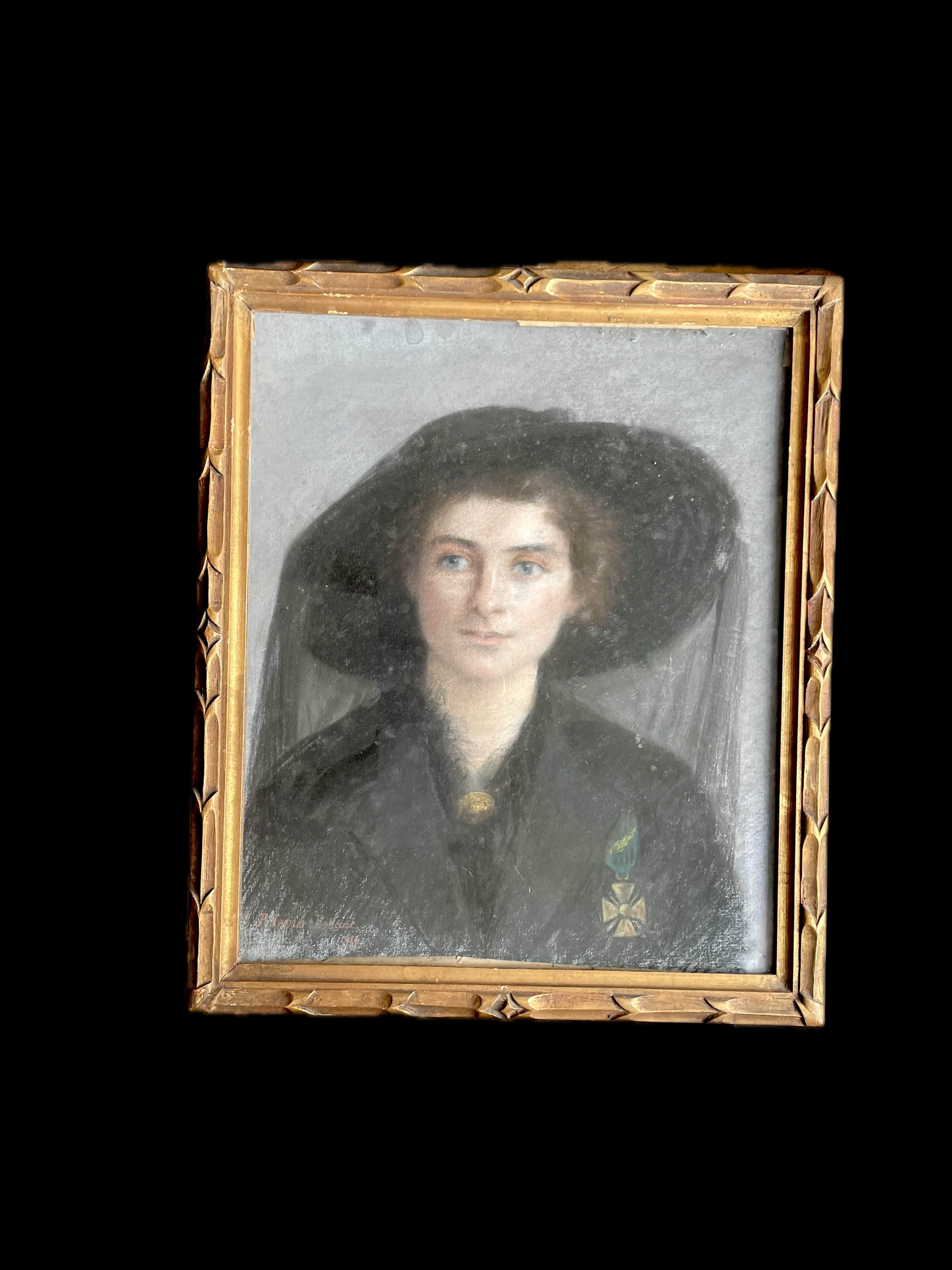
Pastel de Carrier-Belleuse, 1916.

En 1916, Georges Willoughby réalise en Australie un film qui lui est consacré, The Joan of Arc of Loos (La Jeanne d'Arc de Loos), en grande partie inspiré par l'histoire publiée dans la presse. Le film ne semble pas être sorti en France.

### Entre-deux-guerres
Elle obtient son diplôme d'institutrice et sa mère achète une boulangerie.
Son premier mariage se termine rapidement par un veuvage. Militante au sein de la SFIO à partir de 1930, elle épouse en 1934 Just Évrard, responsable fédéral socialiste du Pas-de-Calais et frère de Raoul Évrard, député du même département de 1919 à 1936. Just Évrard est déjà père de deux enfants, qui se distingueront également dans la Résistance durant la Seconde Guerre mondiale.

### Résistante pendant la Seconde Guerre mondiale
Au début de la Seconde Guerre mondiale, en 1940, elle est mise en résidence surveillée par les autorités allemandes à Lillers, chez sa mère. Les Allemands n'ont en effet pas oublié ses activités durant la précédente guerre. Fin 1940, elle entre en résistance aux côtés de son mari. Ils distribuent tracts et journaux clandestins. Elle utilise plusieurs pseudonymes, dont « Jeanne Poirier » et « Émilienne la Blonde ». Après le sabotage d'une usine, son mari est suspecté et passe plusieurs mois de détention. La famille part pour Thonon-les-Bains puis Lyon. Là, elle est en lien avec la Suisse et des maquis, menant des actions au service de plusieurs réseaux, dont « Brutus » et « France au combat ». En se faisant passer pour une femme enceinte, elle n'est pas fouillée et réussit à transporter de l'argent pour la Résistance. Elle se déguise aussi et se teint les cheveux (d'où son pseudonyme). Émilienne Moreau-Évrard est également membre du Comité d'action socialiste.
Traquée par les Allemands, elle échappe plusieurs fois à l'arrestation, contrairement à nombre de ses camarades de lutte, et parvient à rejoindre Londres au bout de la quatrième tentative, le 7 août 1944. Elle intervient alors pour la propagande alliée sur les ondes de la BBC, poussée par son histoire personnelle. Elle met en avant le rôle des femmes dans la Résistance auprès de la presse alliée. Revenue en septembre 1944 dans le Pas-de-Calais, elle devient l'une des six femmes à être faite compagnon de la Libération. Le général de Gaulle la décore en août 1945 à Béthune.

### Après la guerre
Elle continue ensuite à militer en tant que membre du comité directeur de la SFIO de 1945 à 1963. Son mari Just Évrard devient député. Elle occupe également les fonctions de conseillère honoraire de l'Assemblée de l'Union française de 1947 à 1958. À l'aube de la Cinquième République, elle abandonne ses activités publiques et publie ses mémoires, avec son mari et les deux enfants de celui-ci, La Guerre buissonnière, aux éditions Solar à Paris en 1970. Elle meurt à Lens l'année suivante.

## Distinctions

### Au titre de la guerre 1914-1918
- Croix de guerre 1914–1918, palme de bronze[5] ;
- Croix du combattant[5] ;
- Médaille militaire (Royaume-Uni)[2],[5] ;
- Royal Red Cross[2],[5] ;
- Ordre souverain de Malte[2],[5] ;

### Au titre de la guerre 1939-1945
- Officier de la Légion d'honneur par décret du 19 août 1947, chevalier par décret du 30 juin 1937[5] ;
- Compagnon de la Libération (décret du 11 août 1945)[6] ;
- Croix de guerre 1939–1945[5] ;
- Croix du combattant volontaire de la Résistance[6].

## Hommages
- Hormis dans les Hauts-de-France, les hommages toponymiques la concernant sont rares. Notant que sa postérité est très réduite en comparaison de l'héroïsme dont elle a fait preuve, présente « ni dans les médias ni dans la mémoire officielle », Le Monde décompte en 2021 nommés en son hommage seulement « dix rues, une allée, une impasse, six écoles maternelles ou élémentaires, un centre de logement de jeunes travailleurs »[2].
- Le 1er juillet 2013[7] est inaugurée sur la place de la République à Paris une terrasse qui porte son nom : la terrasse Émilienne-Moreau-Évrard[2].
- Le 26 septembre 2015, lors de la célébration du centenaire de la bataille de Loos, une plaque commémorative est dévoilée à l'endroit où se trouvait sa maison à Loos-en-Gohelle, sur la place de la République.
- En hommage au courage qu'elle a montré dès son jeune âge, plusieurs écoles portent son nom, dont l'école publique maternelle de Loos-en-Gohelle et d'Arnèke.
- Toujours à Loos, le foyer municipal abrite un petit musée consacré à la Première Guerre mondiale, qui conserve des archives liées à Émilienne Moreau-Évrard[2].
- Un des futurs patrouilleurs hauturiers de la Marine nationale, mise en service prévue entre 2028 et 2030, portera son nom[8].